# Szaława

Herb Szaława

Szaława (Saława, Salava, Sielawa) – polski herb szlachecki, używany przez kilkadziesiąt rodzin, z których największe znaczenie uzyskali Ledóchowscy i Świrscy.

## Opis herbu
Opis herbu z wykorzystaniem zasad blazonowania, zaproponowanych przez Alfreda Znamierowskiego:
W polu błękitnym toczenica złota z trzema takimiż krzyżami kawalerskimi zaćwieczonymi wewnątrz, ułożonymi w rosochę. 
Klejnot: zbrojne ramię z mieczem, barwy naturalnej.

## Historia

### Najwcześniejsze wzmianki
Według Alfreda Znamierowskiego herb znany od 1354. Franciszek Piekosiński podaje, że znane są dwie bezimienne pieczęcie z tym herbem z roku 1464. Średniowieczny klejnot tego herbu nie był znany, pojawił się dopiero w źródłach XVI-wiecznych: Herbach rycerstwa polskiego i Gnieździe cnoty Paprockiego oraz w Kronice Bielskiego.

### Legenda herbowa
Według legendy, przytaczanej przez Paprockiego i Niesieckiego, początek tego herbu powiązany jest z chrystianizacją Rusi. Książę Włodzimierz, zapragnąwszy przyjąć chrzest, wyprawił swych posłów do Bizancjum, aby tam zapoznali się z zasadami obrządku prawosławnego. Posłowie tak przekonali się do greckich ceremonii, że przyjęli chrzest i powróciwszy do kraju bardzo entuzjastycznie wypowiadali się o chrześcijaństwie. To słysząc, poganie z otoczenia księcia szydzili z nich i z nowej religii. Nie mogąc znieść obelg, jeden z posłów wyzwał trzech adwersarzy na pojedynek w zakreślonym przez siebie kręgu i wszystkich pokonał. Dla szaleńczej odwagi przezwano posła szalonym, a na pamiątkę wydarzenia, książę nadał mu herb z trzema krzyżami w kręgu.

## Herbowni
Lista sporządzona została na podstawie wiarygodnych źródeł, zwłaszcza klasycznych i współczesnych herbarzy. Zwracamy jednak szczególną uwagę na częste zjawisko przypisywania rodom szlacheckim niewłaściwych herbów, nasilone w czasie legitymacji szlachectwa przed zaborczymi heroldiami, co zostało następnie utrwalone w wydawanych kolejno herbarzach. Podkreślamy także, że identyczność nazwiska nie musi oznaczać przynależności do danego rodu herbowego. Przynależność taką mogą bezspornie ustalić wyłącznie badania genealogiczne.
Lista nazwisk herbownych znajdująca się w artykule pochodzi z Herbarza polskiego Tadeusza Gajla. Zawiera 40 pozycji:
Alkiewicz, Chalkowski, Figurski, Gałko, Gałkowski, Gołajkowski, Hajkowski, Halk, Halka, Hałajkowski, Hałko, Kociełło, Korotyński, Kuczyński, Ledochowicz, Ledóchowski, Leduchowski, Ludochowski, Łopata, Nawojski, Nawratyński, Nawrocki, Nawrotyński, Puciłowski, Romanowski, Strzesz, Strzyż, Strzyżewski, Syratowicz, Syriatowicz, Syryjatowicz, Szalewicz, Szamlicki, Szapka, Szaputowicz, Szatkowski, Świerski, Świrkowski, Świrski, Wigura.

### Znani herbowni
- Ledóchowscy herbu Szaława
- płk Wacław Szalewicz